# Mantecal (Venezuela)
Pour les articles homonymes, voir Mantecal.
Mantecal est la capitale de la paroisse civile de Mantecal dans la municipalité de Muñoz dans l'État d'Apure au Venezuela.